# ودي هايز
واين وودرو هايز (بالإنجليزية: Wayne Woodrow Hayes)‏ هو ضابط أمريكي، ولد في 14 فبراير 1913 في كليفتون في الولايات المتحدة، وتوفي في 12 مارس 1987 بسبب نوبة قلبية.

## وقت مبكر من الحياة
وُلِد هايز في كليفتون، أوهايو، في 14 فبراير 1913. كان أصغر ثلاثة أطفال لواين بنسون هايز وإفي هوب. لعب كرة القدم في مدرسة نيوكومرزتاون الثانوية، حيث كان مركزًا. لقد لعب كرة القدم الجامعية في جامعة دينيسون كلاعب هجومي، وكان عضوًا في جمعية سيجما تشي.
في يوليو 1941، انضم هايز إلى البحرية الأمريكية. تدرج في الرتب حتى وصل إلى رتبة قائد ملازم أول خلال الحرب العالمية الثانية. بعد انتهاء الحرب، عاد هاينز إلى موطنه في أوهايو، راغبًا في إعادة تفعيل برامج كرة القدم في جامعته الأم. كان من المقرر في البداية أن يعود هايز للعمل كمدرب رئيسي لكنه رفض، واستمر في خدمته مع البحرية.
في عام 1946، غادر هايز البحرية وبدأ العمل كمدرب رئيسي لجامعة دينيسون. خلال عامه الأول كمدرب رئيسي، فاز فريق كرة القدم بمباراتين فقط، لكن هايز احتفظ بوظيفته. ومنذ الفوز في نهائي الموسم خلال عامه الأول كمدرب رئيسي، فإن هذا من شأنه أن ينبئ بسلسلة انتصارات من 19 مباراة متتالية بالإضافة إلى الموسمين التاليين.
في عام 1949، استقال هايز من دينيسون ووافق على وظيفة المدرب الرئيسي لجامعة ميامي في أوهايو. خلال موسمه الثاني مع ميامي، قاد هايز فريق كرة القدم إلى أول مباراة لهم، وهي مباراة سالاد بول. حقق فريق ميامي الفوز على فريق جامعة ولاية أريزونا خلال المباراة النهائية. بعد انتهاء الموسم، تم تسمية هايز كواحد من مائة مرشح يمكن أن يصبح المدرب الرئيسي القادم لجامعة ولاية أوهايو. وبعد تقديم سيرته الذاتية، مستشهداً بخبراته التدريبية والعسكرية، فاز هايز بالوظيفة.

## جامعة ولاية أوهايو
تولى هايز تدريب فريق ولاية أوهايو لأول مرة في عام 1951 بعد أن كان الفائز من بين مائة اختبار لوظيفة المدرب الرئيسي. حصل هايز أيضًا على درجة الماجستير في الإدارة التعليمية من جامعة ولاية أوهايو منذ عام 1948، حتى يتمكن من أن يكون أستاذًا للغة الإنجليزية والتاريخ أثناء فترة توقف كرة القدم.
خلال فترة عمله مع ولاية أوهايو، حافظ هايز على علاقة مستقرة مع الطلاب والموظفين، بغض النظر عن الذهاب والإياب. وكان هايز يتناول وجبات الإفطار والغداء والعشاء في كثير من الأحيان في نادي أعضاء هيئة التدريس بالجامعة، ويتفاعل مع أعضاء هيئة التدريس والإداريين. باعتباره مدربًا ومعلمًا، كان هايز من أوائل من استخدموا الأفلام كأداة للتدريس والتعلم. وكان لا يُنسى أيضًا لأنه كان من الممكن رؤيته في كثير من الأحيان وهو يتجول في الحرم الجامعي، ويخصص وقتًا لزيارة الطلاب.
ومع تقدم فترة عمله مع ولاية أوهايو، بدأت الألوان الحقيقية لهيز تظهر. في عام 1959، حاول هايز توجيه ضربة قوية إلى الكاتب الرياضي آل باين، لكنها فشلت، بل أصابت الضربة بدلاً من ذلك محرر الرياضة بوب شافر في ظهره. في اجتماع عقد في مايو 1965 بين المديرين الرياضيين والمدربين في مؤتمر العشرة الكبار، كاد هايز أن يبدأ قتالاً مع المدير الرياضي في ولاية أيوا، فوريست إيفاشيفسكي، قبل أن يتم تقييده.
قبل مباراة روز بول عام 1973، هاجم هايز مصورًا إخباريًا. ونتيجة لذلك، تم إيقاف هايز لثلاث مباريات، وتغريمه 2000 دولار، ومغادرة كاليفورنيا مع استدعاء قضائي.
في 29 ديسمبر 1978، لعبت ولاية أوهايو في مباراة غاتور بول ضد جامعة كليمسون، والتي كانت في نهاية المطاف بمثابة القشة الأخيرة بالنسبة لهايز. كان كليمسون يتقدم 17-15 على ولاية أوهايو، وعندما ألقى لاعب الوسط آرت شليشتر اعتراضًا تم التقاطه من خلال تدخل دفاعي تشارلي بومان، أصبحت الأمور قبيحة. تم التعامل مع بومان خارج الحدود من قبل الخط الجانبي لولاية أوهايو، مع وجود هايز في الأفق. اقترب هايز من بومان وقام بتوجيه ضربة تحتية إلى منطقة رقبة بومان. ولم يتأثر بومان، واستؤنفت المباراة. ومع ذلك، خسرت ولاية أوهايو المباراة بكل الوسائل.
بعد خسارة ولاية أوهايو في مباراة جاتور باول، اقترب هيو هندمان، المدير الرياضي بالجامعة، من هايز، وكان ينوي تسليمه إلى رئيس الجامعة فيما يتعلق بما حدث. أدرك هندمان أن هجوم هايز على بومان كان صارخًا وأن هايز ربما يكون قد درب مباراته الأخيرة مع ولاية أوهايو. التقى هندمان مع هارولد إنارسون، رئيس ولاية أوهايو في نادٍ ريفي بالقرب من جاكسونفيل، فلوريدا، واتفق الاثنان على ضرورة رحيل هايز.
أقيم مؤتمر صحفي في أحد الفنادق للفريقين اللذين شاركا في مباراة جاتور بول، للإعلان عن إعفاء هايز من مهامه كمدرب رئيسي في ولاية أوهايو. وعاد لاعب ولاية أوهايو إلى كولومبوس على متن طائرة، في حين كان هايز في المقعد الخلفي لسيارة شرطة. أصدر الرئيس إينارسون بيانًا قال فيه إنه لا يوجد أي تسامح مع أي مدرب لإيذاء رياضي جامعي جسديًا، بغض النظر عن أي فريق.

## موت
في 11 مارس/آذار 1987، تدهورت صحة هايز بشكل كبير، وساعده شخص ما في نقله إلى قاعة الاستقبال. كان المنظمون قد حاولوا تثبيط عزيمة هايز عن الحضور، خاصة بسبب أعوامه الأخيرة المضطربة في ولاية أوهايو، لكن هايز حضر على أي حال.
في 12 مارس/آذار 1987، كان هايز لا يزال طريح الفراش في منزله في أبر أرلينجتون بولاية أوهايو، وأدركت زوجته أن هناك خطأ ما، لذا استدعت المسعفين. وعندما ذهب هايز إلى المستشفى، أُعلن عن وفاته. وكان عمره 74 عاما. وأظهرت النتائج النهائية للتحقيق أن هايز أصيب بنوبة قلبية. 

## وصلات خارجية
- ودي هايز على موقع IMDb (الإنجليزية)
- ودي هايز على موقع الموسوعة البريطانية (الإنجليزية)
- ودي هايز على موقع إن إن دي بي (الإنجليزية)
- ودي هايز على موقع ديسكوغز (الإنجليزية)